# 稲葉正善

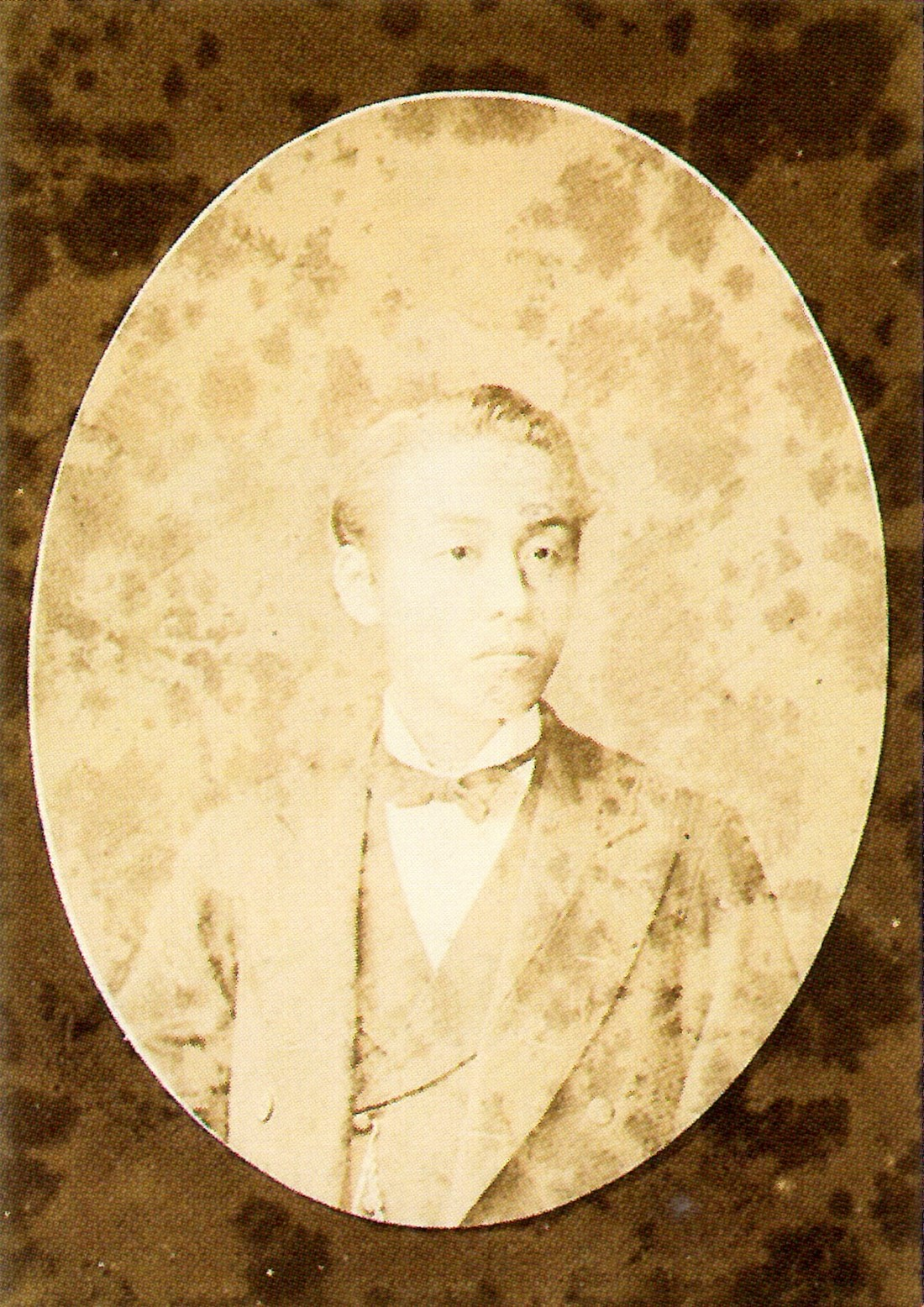
稲葉正善

稲葉 正善（いなば まさよし、嘉永元年6月28日（1848年7月28日） - 明治35年（1902年）3月19日）は、江戸時代末期の大名。安房国館山藩第5代（最後）の藩主。館山藩知事。館山県知事。子爵。正室は中川久昭の娘。官位は従五位下、備後守。

## 経歴
岩槻藩主大岡忠恕の次男として生まれる。文久元年（1861年）2月22日、館山藩4代藩主稲葉正巳の養子となる。同年11月15日、将軍徳川家茂に拝謁する。同年12月16日、従五位下・備後守に叙任する。元治元年（1864年）12月19日、正巳の隠居により、家督を相続する。慶応3年（1867年）9月19日、幕府に海軍の費用として3000両の献金を申し出る。同年12月3日、幕府に海軍練習所のイギリス人から英学と数学を学ぶことを願う。
慶応4年（1868年）4月25日、上洛し、恭順の姿勢を示した。しかし、養父正巳が長く幕府の要職にあったことから詰問されることになった。明治2年（1869年）6月24日、版籍奉還で館山藩知事となる。明治4年（1871年）7月15日、廃藩置県で館山藩は廃止されて館山県となり、館山県知事となった。1884年（明治17年）7月8日、子爵を叙爵した。実子に恵まれず、一族で最後の臼杵藩主だった稲葉久通の四男・正顕を養子に迎えて、跡を継がせた。明治35年（1902年）3月19日に死去した。享年54。

## 栄典
- 1902年（明治35年）3月18日 - 従三位[2]

## 家族
父母
- 大岡忠恕（実父）
- 稲葉正巳（養父）

妻
- 中川芳子 ー 中川久昭の娘

養子
- 稲葉正顕 ー 稲葉久通の四男